# Draba gilliesii
Draba gilliesii är en korsblommig växtart som beskrevs av William Jackson Hooker och George Arnott Walker Arnott. Draba gilliesii ingår i släktet drabor, och familjen korsblommiga växter. Inga underarter finns listade i Catalogue of Life.